# Simulium lewisi
Simulium lewisi är en tvåvingeart som beskrevs av Ramirez-perez 1971. Simulium lewisi ingår i släktet Simulium och familjen knott.
Artens utbredningsområde är Venezuela. Inga underarter finns listade i Catalogue of Life.